# Électromigration

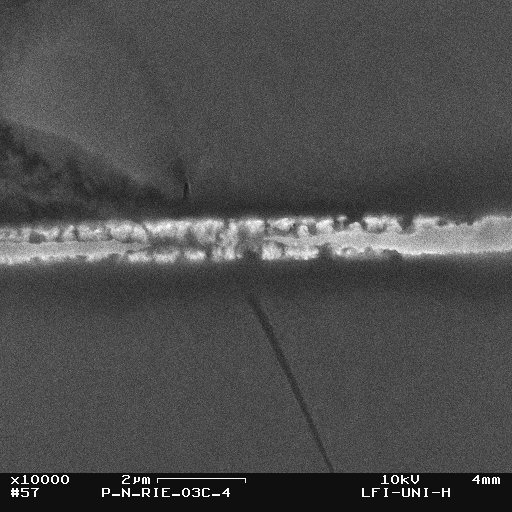
Image obtenue par MEB d’une défaillance provoquée par électromigration dans une interconnexion en cuivre. La couche de passivation a été supprimée par gravure ionique réactive et acide fluorhydrique.

Basiquement, on peut définir l'électromigration comme le déplacement d’atomes dans un conducteur induit par un flux d’électrons.
Ce mécanisme n’apparait que dans les applications où l’on observe de très forte densité de courant comme en microélectronique.

## Historique
Le phénomène d’électromigration a été découvert en 1861 par le physicien français Gerardin.
Pendant longtemps le phénomène resta un sujet d’étude pour les physiciens car les conditions requises pour observer le phénomène ne pouvaient être produites qu’en laboratoire. Il ne devient un sujet d’intérêt que pendant les années 1960 avec l’émergence des circuits intégrés commerciaux, c’est-à-dire quand le phénomène est devenu préoccupant pour la fiabilité des lignes d’interconnexions.  En effet dans une ligne électrique « aérienne » (comprendre non intégrée), la densité de courant admissible est limitée à 104 A.cm−2 à cause de l’effet Joule qui provoquerait la fusion du conducteur. Dans un circuit intégré, le courant est conduit par des lignes constituées de fines couches de métal en contact avec du silicium qui joue le rôle de radiateur. Ceci permet d’atteindre (et même dépasser) les densités de courant nécessaires pour que l’électromigration devienne significative qui sont de l’ordre de 106 A.cm−2. C’est l’Américain J. R. Black, dans un article de 1967, qui pose les bases modernes de la recherche sur le sujet. Il exprime notamment la relation entre la densité de courant, la température et la durée de vie de la ligne dans une équation qui porte aujourd’hui son nom (équation de Black).

## Description
Quand on applique une différence de potentiels à une interconnexion, les électrons circulent du plus faible potentiel (cathode) vers le plus haut potentiel (anode).
Les atomes de métaux commencent alors à se déplacer sous l’influence du flux d’électrons qui entre en interaction avec le réseau cristallin.
Ce phénomène est appelé échange de quantité de mouvement (momentum exchange en anglais).
En supposant que la direction du flux d’électrons est positive, la force induite par le flux d’électron peut être exprimée par :
où {\displaystyle q^{*}=Z^{*}e} est la charge atomique effective, {\displaystyle Z^{*}} est le numéro atomique effectif, {\displaystyle e} est la charge de l’électron, {\displaystyle E=\rho j} est le champ électrique, {\displaystyle \rho } est la résistivité du métal et {\displaystyle j} la densité de courant.
Le déplacement des atomes est facilité par la présence d’imperfections dans le cristal.
Les régions de discontinuités dans la structure cristalline (dislocation) ou les interfaces entre les cristaux (joint de grains) sont, par exemple, des zones privilégiées pour la diffusion des atomes de métal.
Quand une interconnexion est terminée par une barrière de diffusion comme le tungstène (W) ou le tantale (Ta), le déplacement des atomes provoque une contrainte de traction au niveau de la cathode où les atomes désertent et une contrainte de compression au niveau de l’anode où les atomes s’accumulent.
Le gradient de stress résultant induit une force mécanique qui s’oppose à la force "électronique".
Cette force peut s’exprimer par :
où {\displaystyle \Omega } est le volume atomique, {\displaystyle \sigma } est le stress mécanique et {\displaystyle x} est la longueur de la ligne.
D’après le modèle de Korhonen, le flux atomique {\displaystyle J_{a}} peut être exprimé en fonction de {\displaystyle F_{elec}} et {\displaystyle F_{meca}} :
où {\displaystyle C_{a}} est la concentration atomique, {\displaystyle D} est la diffusivité atomique, {\displaystyle k} est la constante de Boltzmann et {\displaystyle T} est la température.
Cette équation montre que {\displaystyle |F_{elec}|} doit être supérieur à {\displaystyle |F_{meca}|} pour que le flux des électrons provoque un déplacement de matière.
L’influence de la température est par contre masquée puisque la température favorise l’électromigration contrairement à ce que l’équation pourrait faire penser.
En effet, la diffusion est un processus activé thermiquement qui varie exponentiellement avec la température ({\displaystyle \propto exp(-A/T)}).

## Mécanisme de défaillance
La diffusion des atomes de métal n’est pas un problème en soi.
Pour qu’un défaut apparaisse il faut que la quantité de matière arrivant dans une région soit supérieure ou inférieure à la quantité de matière la quittant.
Si plus de matière arrive qu’il n’en part, l’accumulation de matière peut aboutir à un court-circuit ou à la rupture de la couche de passivation provoquant ainsi une opportunité de corrosion.
Si plus de matière part qu’il n’en arrive, on observe une augmentation de la résistance de la ligne voir une ouverture de la ligne.
Dans les lignes, les défauts apparaissent donc dans les zones de discontinuité du flux de matière comme les contacts avec le silicium ou aux vias (connexions entre les différents niveaux de métallisation).

## Conception minimisant l'électromigration
L’approche conventionnelle utilisée pour assurer un degré de fiabilité suffisant reste encore actuellement basée sur le modèle empirique mis au point par Black en 1969.
Ce modèle permet d’estimer la durée de vie moyenne avant défaillance (MTTF : Mean Time To Failure) d’une ligne soumise à l’électromigration :
avec {\displaystyle A} une constante déterminée empiriquement, {\displaystyle \Delta H} l’énergie d’activation et {\displaystyle n} une constante comprise entre 1 et 2.
La densité de courant et la température apparaissent, assez naturellement, comme les paramètres critiques influant sur la durée de vie des interconnexions.
Couplé à une approche statistique (notamment avec un modèle de distribution des défaillances), ce modèle est encore largement usité dans l’industrie.
En effet, il continue de montrer de bons résultats et est un bon indicateur de la robustesse d’une technologie.
Ce type de modèle permet d’établir des règles de conceptions qui sont ensuite implantées dans les outils de CAO employés en microélectronique.
Ainsi un concepteur est prévenu lorsque la densité de courant dans une ligne est trop importante pour assurer une durée de vie convenable.
Néanmoins le concepteur peut (devrait) respecter certaines règles pour s’assurer que les connexions vieilliront dans de bonnes conditions.
Une bonne pratique à appliquer est de répartir au mieux la densité de courant dans les lignes.
Les angles à 90° ou les vias sont des zones de fort gradient de densité de courant.
Il faut proscrire au maximum les angles à 90° dans les interconnexions et préférer l’utilisation d’angles de 135°.
La conception de matrices de vias nécessite également des précautions pour améliorer la distribution de la densité de courant.
La disposition des vias doit être organisée de façon à minimiser les gradients de densité de courant.
Une autre piste à suivre est l’utilisation de lignes à structure dites « bambou ».
Cette dénomination est tirée de la forme des joints de grain du matériau semblable à la tige de la plante.
Le problème des lignes classiques est que les joints de grains sont des zones privilégiées pour le transport de matière.
Une structure bambou, avec ses joints de grains perpendiculaires au flux d’électrons et donc au flux de matière, est bien plus résistante à l’électromigration.
Pour former des interconnexions avec cette structure, la largeur de la piste doit être de l’ordre de grandeur, ou inférieure, à la taille moyenne d’un grain du matériau utilisé.
Évidemment, pour ne pas augmenter la densité de courant, on doit répartir le flux d’électron sur plusieurs lignes en parallèle.
Enfin, il existe une limite maximale de longueur de piste en dessous de laquelle l’électromigration ne peut pas se produire que l’on nomme longueur de Blech.
Pour comprendre le phénomène, il faut prendre en compte les contraintes mécaniques induites par le déplacement de matière dans une ligne.
Les régions où la matière s’accumule vont être soumises à une compression qu’on peut modéliser par une force s’opposant au déplacement de matière par électromigration.
Cette force va avoir tendance à réduire, voire annuler, le déplacement de matière.
De manière plus formelle, il existe un couple densité de courant ({\displaystyle j}) - longueur de ligne ({\displaystyle L}) pour lequel la ligne n’est pas sujette à l’électromigration.
Cette approche semble très séduisante puisqu’elle permettrait d’obtenir des lignes à durée de vie infinie.
Cependant il est compliqué d’appliquer ces méthodes sur des circuits complexes et elles sont donc, a priori, peu employées sur des circuits commerciaux.

### Littérature
- (en) J. R. Black, Mass Transport of Aluminum by Momentum Exchange with Conducting Electrons, 6th Reliability Physics Symposium, 1967.
- (en) J.R. Black, « Electromigration - A Brief Survey and Some Recent Results », IEEE Transaction on Electron Devices, IEEE, vol. ED-16, no 4,‎ 1969, p. 338

- (en) M. A. Korhonen, « Stress evolution due to electromigration in confined metal lines », JAP, vol. 73, no 8,‎ 1993, p. 3790-3799

- (en) P.-C. Wang, « Electromigration-induced stress in aluminum conductor lines measured by x-ray microdiffraction », Applied Physics Letters, vol. 72, no 11,‎ 1998, p. 1296-1298

- (en) Jens Lienig, « Introduction to Electromigration-Aware Physical Design », Proceedings of the International Symposium on Physical Design (ISPD), vol. 44,‎ avril 2006, p. 39-46

- (en) Blech, « Electromigration in thin aluminum films on titanium nitride », Journal of Applied Physics, vol. 47, no 4,‎ avril 1976, p. 1203-120